# Garry Cook
Garry Peter Cook (Wednesbury, 10 gennaio 1958) è un ex velocista britannico.

## Palmarès
| Anno | Manifestazione  | Sede              | Evento      | Risultato | Prestazione | Note |
| ---- | --------------- | ----------------- | ----------- | --------- | ----------- | ---- |
| 1979 | Universiadi     | Città del Messico | 800 m piani | Argento   | 1'49"50     |      |
| 1982 | Europei         | Atene             | 800 m piani | 4º        | 1'46"94     |      |
| 1982 | Europei         | Atene             | 4×400 m     | Argento   | 3'00"68     |      |
| 1983 | Mondiali        | Helsinki          | 4×400 m     | Bronzo    | 3'03"53     |      |
| 1984 | Giochi olimpici | Los Angeles       | 4×400 m     | Argento   | 2'59"13     |      |